# Великий Куганак
Великий Кугана́к (рос. Большой Куганак, башк. Оло Ҡуғанаҡ) — село у складі Стерлітамацького району Башкортостану, Росія. Адміністративний центр Куганацької сільської ради.
Населення — 2368 осіб (2010; 2574 в 2002).
Національний склад:
- росіяни — 62%